# Zaman (pel·lícula)
Zaman és una pel·lícula belga en flamenc de ficció criminal del 1983 de Patrick Lebon.

## Argument
Zaman és un detectiu de policia honest i motivat. Com que està tan absorbit en la seva feina, s'allunya de la seva dona i dels seus fills des del seu primer matrimoni. En la seva investigació segueix el rastre del poderós empresari Collas, que està connectat amb l'ombrívol propietari de la discoteca Kaplan. Quan està vinculat amb el jove i temerari col·lega Frank, la investigació sembla sortir del carril. Frank està lesionat a causa d'un error de judici de Zaman. No obstant això, està decidit a enganxar un "peix gros" malgrat l'oposició dels seus superiors.

## Repartiment
- Marc Janssen: Zaman
- Herbert Flack: Frank, col·lega de Zaman
- Gerda Lindekens: Magda, esposa de Zaman
- Mieke Bouve: Katie, filla de Zaman
- Patrick Brabants: fill de Zaman
- Herman Gilis: Kaplan, propietari d'una discoteca
- Walter Claessens: Collas
- Ann Petersen: Cansada
- Sylvia Sabbe: Valerie
- Paul 's Jongers: comissari
- Jan Moonen: John
- Alice Then: dona de la gent
- Fred Van Kuyk: La guineu
- An Nelissen: la dona de Frank
- Marilou Mermans: mare dels fills
- Dries Wieme: patró
- Janine Bischops: Senyora De Vos
- Alex Cassiers: cambrer al Dallas

## Producció
La pel·lícula, la tercera de Patrick Lebon, es considera la primera pel·lícula policial flamenca i es va avançar al seu temps. Els diàlegs, escrits per Lebon i Paul Koeck, no semblen artificialment literaris, a diferència de la majoria de pel·lícules flamenques d'aquell període. L'entorn urbà amb els seus petits delictes i la vulnerabilitat de les persones que hi ha darrere de l'oficial de policia estan ben representats.
Per a la pintura ambiental, la pel·lícula va ser una influència en la posterior sèrie de televisió de la BRT Langs de Kade.
Erik Van Looy va citar Zaman com a font d'inspiració per a la seva pel·lícula de 2003 De zaak Alzheimer i va incorporar algunes línies de diàleg al guió de aquella pel·lícula.